# Pseudobiantes
Pseudobiantes is een geslacht van hooiwagens uit de familie Epedanidae.
De wetenschappelijke naam Pseudobiantes is voor het eerst geldig gepubliceerd door Hirst in 1911. 

## Soorten
Pseudobiantes omvat de volgende 2 soorten:
- Pseudobiantes japonicus
- Pseudobiantes silvestrii